# Liparis arcuata
Liparis arcuata är en orkidéart som beskrevs av Johannes Jacobus Smith. Liparis arcuata ingår i släktet gulyxnen, och familjen orkidéer. Inga underarter finns listade i Catalogue of Life.